# Milan Kuljić
Milan Kuljić (ur. 24 grudnia 1975) – serbski piłkarz występujący na pozycji pomocnika w farerskim klubie piłkarskim HB Tórshavn.

## Kariera klubowa

### VB Vágur
Milan Kuljić pojawił się w statystycznych źródłach dotyczących farerskiego futbolu w roku 1998, kiedy miał 23 lata. Grał wtedy dla klubu VB Vágur, w jego podstawowym składzie. Wystąpił w dziewiętnastu spotkaniach i zdobył sześć bramek. Pierwszą z nich strzelił w meczu przeciwko KÍ Klaksvík 7 czerwca 1998 rozgrywanym w ramach rozgrywek ligowych, który jego zespół przegrał 1:2. Został też ukarany sześcioma żółtymi kartkami, co, jak dotąd, jest jego rekordem podczas jednego sezonu. Jego klub zajął siódme miejsce w tabeli pierwszoligowej. W tamtym roku odbył się też jego debiut w pucharach europejskich – zagrał w dwóch meczach Pucharu Intertoto.
Podczas sezonu 1999 VB Vágur zajął miejsce szóste w tabeli. Kuljić zagrał w dwudziestu trzech spotkaniach i zdobył siedem bramek. Został też ukarany swoją pierwszą czerwoną kartką w karierze, którą zobaczył w czwartej minucie meczu VB Vágur – NSÍ Runavík 19 września 1999.
W trakcie kolejnego sezonu Milan zdobył rekordową w swojej karierze liczbę czerwonych kartek – trzy. Zagrał w dwudziestu trzech spotkaniach, zdobył siedem bramek, a jego klub wywalczył mistrzostwo archipelagu. Po tym roku Kuljić nie występował w farerskiej lidze przed dwa lata.
Pojawił się tam ponownie w sezonie 2003, kiedy w dwudziestu czterech meczach zdobył siedem bramek. W porównaniu do pozostałych sezonów zobaczył też stosunkowo niewiele kartek – dwie żółte. Jego klub zajął w tabeli ligowej ósme, ostatnie bezpieczne miejsce. Rok później zagrał w dwudziestu sześciu spotkaniach i zdobył sześć goli. VB Vágur wywalczył siódmą lokatę w lidze.

### VB/Sumba
W roku 2005 VB Vágur połączył się z SÍ Sumba tworząc klub VB/Sumba, w którego barwach Milan Kuljić zagrał jeden sezon. Strzelił pięć bramek w dwudziestu trzech spotkaniach, a nowo stworzona drużyna zajęła ósmą pozycję w tabeli. po tym sezonie Kuljić ponownie zniknął ze świata farerskiej piłki nożnej.

### HB Tórshavn
Pojawił się w roku 2007, zmieniwszy barwy klubu. Od tamtej pory gra dla HB Tórshavn, z którym w pierwszym sezonie zajął czwarte miejsce w tabeli pierwszej ligi, zdobywszy dziewięć bramek w trzydziestu meczach. Zarówno pierwsza, jak i druga liczba są jego rekordami. Rok później wywalczył z klubem drugie miejsce w lidze. Strzelił jednego gola w dwudziestu sześciu meczach. Zagrał też w dwóch meczach Pucharu Intertoto UEFA. W każdym z nich sędzia ukarał go żółtą kartką.
Podczas sezonu 2009 Kuljić zdobył osiem bramek w dwudziestu siedmiu meczach. Zagrał też w dwumeczu eliminacji Ligi Europy 2009/10 przeciwko cypryjskiemu Omonia Nikozja. Jak dotąd, w obecnie trwającym sezonie strzelił jednego gola w siedemnastu spotkaniach. Wystąpił też w jednym z dwóch meczów Ligi Mistrzów 2010/11 przeciwko austriackiemu Red Bull Salzburg.

### Statystyki
| Klub        | Sezon       | Liga           | Liga  | Liga   | Liga         | Liga            | Puchary krajowe | Puchary krajowe | Puchary krajowe | Puchary krajowe | Puchary europejskie | Puchary europejskie | Puchary europejskie | Puchary europejskie | Suma  | Suma   | Suma         | Suma            |
| Klub        | Sezon       | Liga           | Mecze | Bramki | Kartki       | Kartki          | Mecze           | Bramki          | Kartki          | Kartki          | Mecze               | Bramki              | Kartki              | Kartki              | Mecze | Bramki | Kartki       | Kartki          |
| Klub        | Sezon       | Liga           | Mecze | Bramki | Żółte kartki | Czerwone kartki | Mecze           | Bramki          | Żółte kartki    | Czerwone kartki | Mecze               | Bramki              | Żółte kartki        | Czerwone kartki     | Mecze | Bramki | Żółte kartki | Czerwone kartki |
| ----------- | ----------- | -------------- | ----- | ------ | ------------ | --------------- | --------------- | --------------- | --------------- | --------------- | ------------------- | ------------------- | ------------------- | ------------------- | ----- | ------ | ------------ | --------------- |
| VB Vágur    | 1998        | 1.deild        | 15    | 6      | 5            | 0               | 4               | 0               | 1               | 0               | 2                   | 0                   | 0                   | 0                   | 21    | 6      | 6            | 0               |
| VB Vágur    | 1999        | 1.deild        | 16    | 3      | 2            | 1               | 7               | 4               | 0               | 0               | –                   | –                   | –                   | –                   | 23    | 7      | 2            | 1               |
| VB Vágur    | 2000        | 1.deild        | 15    | 4      | 1            | 2               | 8               | 3               | 1               | 1               | –                   | –                   | –                   | –                   | 23    | 7      | 2            | 3               |
| VB Vágur    | 2003        | 1.deild        | 18    | 6      | 1            | 0               | 6               | 1               | 1               | 0               | –                   | –                   | –                   | –                   | 24    | 7      | 2            | 0               |
| VB Vágur    | 2004        | 1.deild        | 18    | 4      | 2            | 0               | 8               | 2               | 3               | 0               | –                   | –                   | –                   | –                   | 26    | 6      | 5            | 0               |
| VB/Sumba    | 2005        | Formuladeildin | 22    | 5      | 5            | 1               | 1               | 0               | 0               | 0               | –                   | –                   | –                   | –                   | 23    | 5      | 5            | 1               |
| HB Tórshavn | 2007        | Formuladeildin | 24    | 7      | 2            | 2               | 6               | 2               | 1               | 0               | 2                   | 0                   | 0                   | 0                   | 32    | 9      | 3            | 2               |
| HB Tórshavn | 2008        | Formuladeildin | 22    | 1      | 6            | 0               | 4               | 0               | 0               | 0               | 2                   | 0                   | 2                   | 0                   | 28    | 1      | 8            | 0               |
| HB Tórshavn | 2009        | Formuladeildin | 24    | 8      | 1            | 1               | 3               | 0               | 1               | 0               | 2                   | 0                   | 0                   | 0                   | 29    | 8      | 2            | 1               |
| HB Tórshavn | 2010        | Formuladeildin | 15    | 1      | 4            | 0               | 2               | 0               | 0               | 0               | 1                   | 0                   | 0                   | 0                   | 18    | 1      | 4            | 0               |
| Suma        | VB Vágur    | VB Vágur       | 82    | 23     | 11           | 3               | 33              | 10              | 6               | 1               | 2                   | 0                   | 0                   | 0                   | 117   | 33     | 17           | 4               |
| Suma        | VB/Sumba    | VB/Sumba       | 22    | 5      | 5            | 1               | 1               | 0               | 0               | 0               | –                   | –                   | –                   | –                   | 23    | 5      | 5            | 1               |
| Suma        | HB Tórshavn | HB Tórshavn    | 85    | 17     | 13           | 3               | 15              | 2               | 2               | 0               | 7                   | 0                   | 2                   | 0                   | 107   | 19     | 17           | 3               |
| Suma        | Wszystkie   | Wszystkie      | 189   | 45     | 29           | 7               | 49              | 12              | 8               | 1               | 9                   | 0                   | 2                   | 0                   | 247   | 57     | 39           | 8               |

### Osiągnięcia
VB/Sumba
- Mistrzostwo Wysp Owczych: 2000

HB Tórshavn
- Mistrzostwo Wysp Owczych: 2009
- Superpuchar Wysp Owczych: 2009, 2010